# Aviron bayonnais Football Club
Pour les articles homonymes, voir Aviron bayonnais.
Maillots
Actualités
Dernière mise à jour : 8 juillet 2025.
L'Aviron bayonnais Football Club est la section de football fondée en 1935 du club omnisports français du même nom, l'Aviron bayonnais, créé en 1904.
L'ABFC est présidé par Lausséni Sangaré. L'équipe première est entraînée par Laurent Dauriac.
Basé à Bayonne, le club évolue à domicile au stade Didier-Deschamps en National 2 (D4) depuis la saison 2025-2026.

## Histoire

### Genèse du club
L'Aviron bayonnais est un club omnisports français fondé le 17 août 1904.
En 1922, l'Aviron bayonnais monte une équipe de football. Cependant, la décision officielle de créer une 10e section au sein du club omnisports de l’Aviron bayonnais, une section «football-association», date du 12 novembre 1935 . Cette même année, cette dernière s'affilie à la Fédération française de football association (FFFA).
Après une saison en Promotion du district Landes-Pyrénées, de la Ligue du Sud-Ouest, le club rejoint les rangs de l'Union Pyrénéenne, dépendant de la Fédération gymnastique et sportive des patronages de France.
Il participe au championnat de Ligue en deuxième puis première série, avant guerre. Après la libération, le club reprend sa place dans le championnat du district Pyrénées.
Quatre hommes sont à l'origine de cette évolution au sein d'un club d'abord dédié à l'aviron puis au rugby à XV : Georges Darhan, Owen Roe, Georges Page et Roger Dargein.

### Entente sportive bayonnaise
Le 15 mai 1946, plusieurs patronages de Bayonne unissent leur destin au sein de l'Entente sportive bayonnaise,.
Cette entente est à l'initiative des Croisés de Saint-André et des Chérubinots, alors que La Vigilante quittent le navire rapidement.
Le club évolue alors en Division d'Honneur de la Ligue du Sud-Ouest, le plus haut niveau régional.
Après quatre saisons moyennes à ce niveau, le club est relégué en promotion.

### Aviron bayonnais FC
En août 1952, l'Aviron bayonnais, qui vient d'abandonner sa section football, intègre l'Entente sportive bayonnaise à son effectif, et la rebaptise.
En conséquence, les Croisés de Saint-André quittent le club et reprennent une activité indépendante dès le mois suivant, avec moins de succès.
La section football de l'Aviron bayonnais évolue en Division d'Honneur de la Ligue du Sud-Ouest de 1960 à 1962 et de 1971 à 1979.
En 1973-1974, L'ABFC remporte la Coupe du Sud-Ouest et atteint les 16e de finale de la Coupe de France 1973-1974. L’équipe de la Coupe de France se compose alors de Jean Claude Larrieu, Jacques Camus, Cazes, Michel Sorin, Rodriguez, Datcharry, Ibarrart, Lacuesta, Raymond Camus, Begue, Martinez et Louis Camus. Cette performance inattendue les amène à affronter la prestigieuse équipe de Cannes. Le premier match se déroule à St Léon et se solde par un résultat nul, score 0/0. Rendez-vous sur la Croisette pour la revanche. Les Bleu et Blanc relèvent le défi jusqu’à la 117e minute fatidique où les Cannois marquent un but signifiant la défaite des Bayonnais.
L'ABFC  accède au Championnat de France de football de Division 4 lors de la saison 1979-1980 et se maintient à ce niveau durant 6 saisons consécutives, avant d'être relégué lors de la saison 1984-1985.
Il fut nécessaire de redémarrer de zéro consécutivement au «crash» de fin de saison précédente engendrant le départ massif de l’équipe dirigeante et de plus de 200 joueurs, désireux de créer un nouveau club à Bayonne (il fallut l’intervention d’un représentant de la FFF pour maintenir l’Aviron à sa place).
Après ce douloureux épisode dans la vie du club, Manu Mérin, jeune chef d’entreprise, reprend les rênes. Entouré de passionnés et animée par un fort désir de redonner à la section football une identité, la nouvelle équipe, avec Michel Dufourq, Michel Camiade, Jean-Claude Bonacasa et autres, se met au travail.
Le club monte immédiatement de Promotion Honneur en Division Honneur.
En 2000, Manu Mérin (élu président) eut l’occasion de rencontrer Christian Sarramagna qui faisait escale à Bayonne, à la tête de la sélection nationale du Mali. Les deux hommes s’apprécièrent et le projet de retour de l’enfant prodigue au bercail devint réalité avec un objectif d’atteindre le Championnat National dans les cinq ans.
Christian Sarramagna revient alors en France et devient en juillet 2000, directeur technique et entraîneur de son club formateur, l'Aviron bayonnais qui vient d'être promu en championnat d'Aquitaine de division d'honneur. Deuxième du championnat en 2001 derrière le FC Marmande, l'Aviron remporte l'année suivante le championnat et la coupe d'Aquitaine. Sur sa lancée, le club remporte le groupe F du championnat de France amateur 2 en 2003 et le groupe C du championnat de France amateur de football en 2004. La même saison, les Bayonnais atteignent les huitièmes de finale de la Coupe de France après avoir éliminés deux clubs de ligue 1, l'En Avant de Guingamp puis les Girondins de Bordeaux. Ils sont battus à ce stade de la compétition par le Paris Saint-Germain sur le score de deux buts à zéro.
La FFF n'avait pas souhaité que les Txuri-Urdin accueillent les parisiens à Anoeta, raison pour laquelle le match s'est disputé au Parc des Princes.
Le 1er match de National du club se déroula à Didier-Deschamps le 7 août 2004 pendant les fêtes de Bayonne avec une affiche de gala face au Valenciennes FC du «druide» Daniel Leclercq qui fut quasi intouchable cette saison-là et monta successivement en L2 puis en L1.
La saison 2006 est celle de la descente en CFA. Après la victoire de ses joueurs sur l'AS Cannes lors de la vingtième journée du championnat, Christian Sarramagna annonce sa démission du poste d'entraîneur. Celle-ci est due à des désaccords avec son président sur l'avenir et la professionnalisation du club. L’équipe fut alors reprise en mains par Henri Olazcuaga et Laurent Strelczack, abandonnant le terrain pour le banc. Manu Mérin décida, lui aussi, de prendre du recul, pris de plus en plus par ses affaires professionnelles.
Toutes ces turbulences n’épargnèrent personne, mais il fallut pourtant attendre l’ultime journée et la 83èmeminute, lors du déplacement à Cherbourg, pour que la descente soit effective.
Par ailleurs durant ces années, la formation, toujours présente, révéla Pantxi Sirieix (Auxerre et Toulouse) Jonathan Martins Pereira (Lens, Ajaccio, Nantes, Guingamp) et Stéphane Ruffier (Monaco et Saint-Étienne).
Alain Pochat prit alors la direction de l’équipe première à l’aube de la saison 2006-2007.  Cette saison-là, l'ABFC accède aux 32e de finale, à Jean-Dauger face à l'Olympique Lyonnais.
Le match se joua devant environ 10 000 spectateurs qui venait voir les stars du club rhodanien (Benzema, Juninho, Ben Arfa, Rémy, Fred, Wiltord, Réveillère…). L'ABFC s'incline sur un coup franc de Juninho.
Après seulement deux saisons passées en CFA, l’ABFC retrouva le championnat National en 2009 pour y évoluer pendant quatre ans, relégué en 2012.
En 2017, Christian Sarramagna retourne au club en qualité de directeur sportif.
Lors de la saison 2019-2020, l'ABFC retrouve les joies des épopées en Coupe de France avec une nouvelle accession aux 32e de finale face au FC Nantes, perdu le 4 janvier 2020 (0-2).

## Palmarès
Le tableau suivant liste le palmarès et les meilleures performances de l'Aviron bayonnais FC dans les différentes compétitions officielles.
| Compétitions nationales | Compétitions régionales                                                                                 |
| --- | --- |
| - Championnat de France de National 2 / CFA (D4) - Vainqueur de groupe : 2004 - Championnat de France de National 3 / CFA 2 (D5) - Vainqueur de groupe : 2003 et 2025 Coupes - Coupe de France - Meilleure performance : 8e de finale en 2004 | - Division d'Honneur Aquitaine - Champion : 1979 et 2002 - Coupe d'Aquitaine - Vainqueur : 1974 et 2002 |

## Personnalités du club

### Historique des présidents
- 1985-1987 :  Jean-Pierre Guichard
- 1987-1990 :  Jean-Michel Barnetche
- 1990-1994 :  Michel Tisne
- 2018- :  Lausséni Sangaré

### Historique des entraîneurs
- 1985-1988 :  Bernard Pècheur
- 1988-1991 :  Philippe Rochel
- 1991-1993 :  Gérard Lopez
- 1993-1994 :  Éric Olhats
- 2000-2006 :  Christian Sarramagna
- 2006-2012 :  Alain Pochat
- 2012-2013 :  Emmanuel Bafcop
- 2013-2014 :  Fabien Gaudfroy
- 2014-2016 :  Jean-Claude Gay
- 2016-2017 :  Nicolas Sahnoun
- 2017-2020 :  Erwann Lannuzel
- 2020-2022 :  Laurent Dauriac
- 2022-2024 :  Landry Bordagaray
- 2024- :  Alain Pochat

### Joueurs formés au club
- Didier Deschamps
- Roger Lacaze (vainqueur du Concours du jeune footballeur en 1943)
- Félix Lacuesta
- Aymeric Laporte
- Kévin Rodrigues
- Stéphane Ruffier

### Joueurs emblématiques

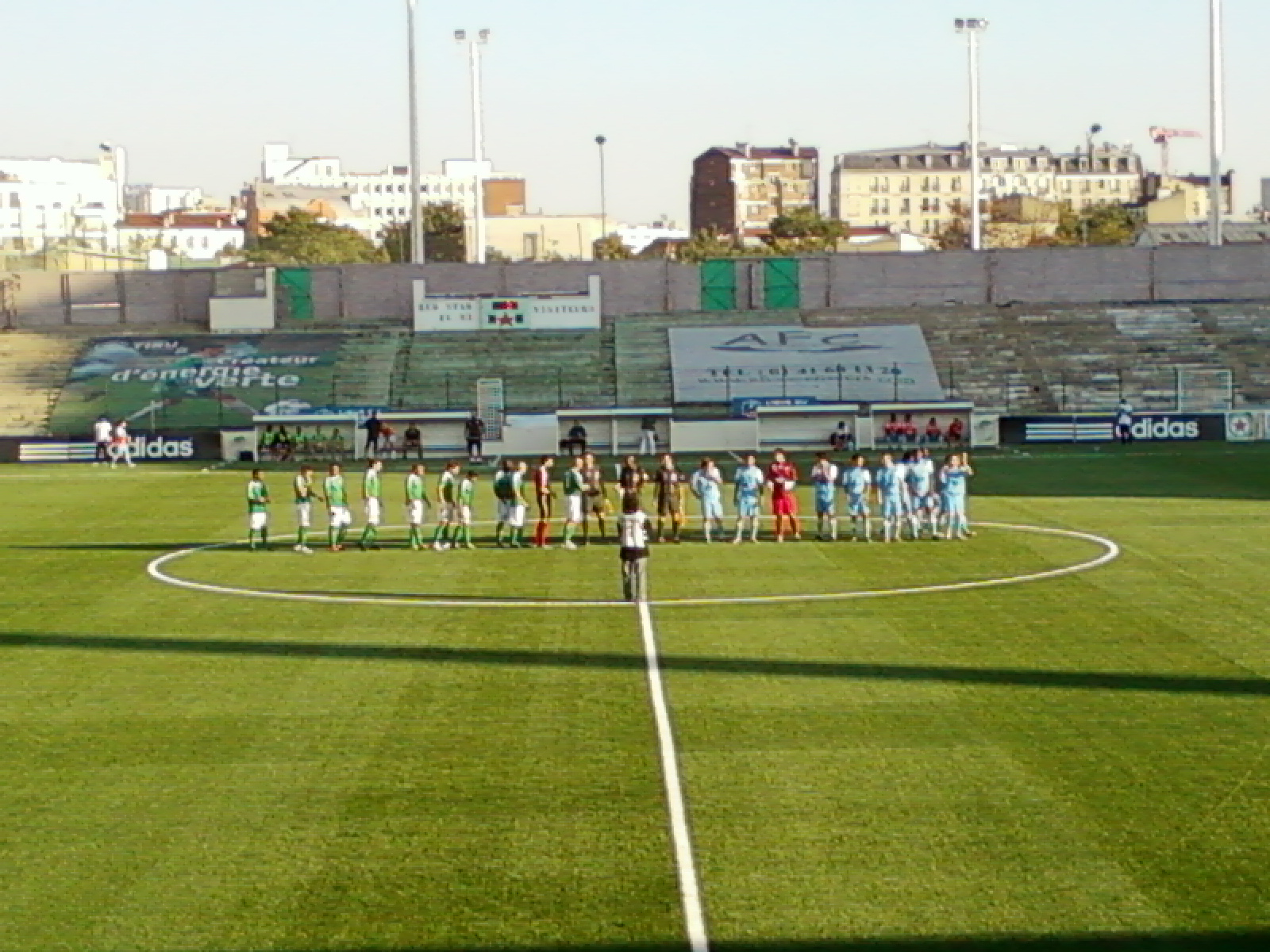
L'équipe (en bleu ciel) lors du match contre le Red Star au stade Bauer le 1er octobre 2011.

- Jean-Claude Larrieu
- Alexandre Oukidja
- Raymond Camus
- Christian Sarramagna
- Jean-Louis Cazes
- Didier Deschamps
- François Grenet
- Stéphane Ruffier
- Aymeric Laporte
- Kévin Rodrigues
- Vincent Laban

## Structures du club

### Structures sportives

#### Stade

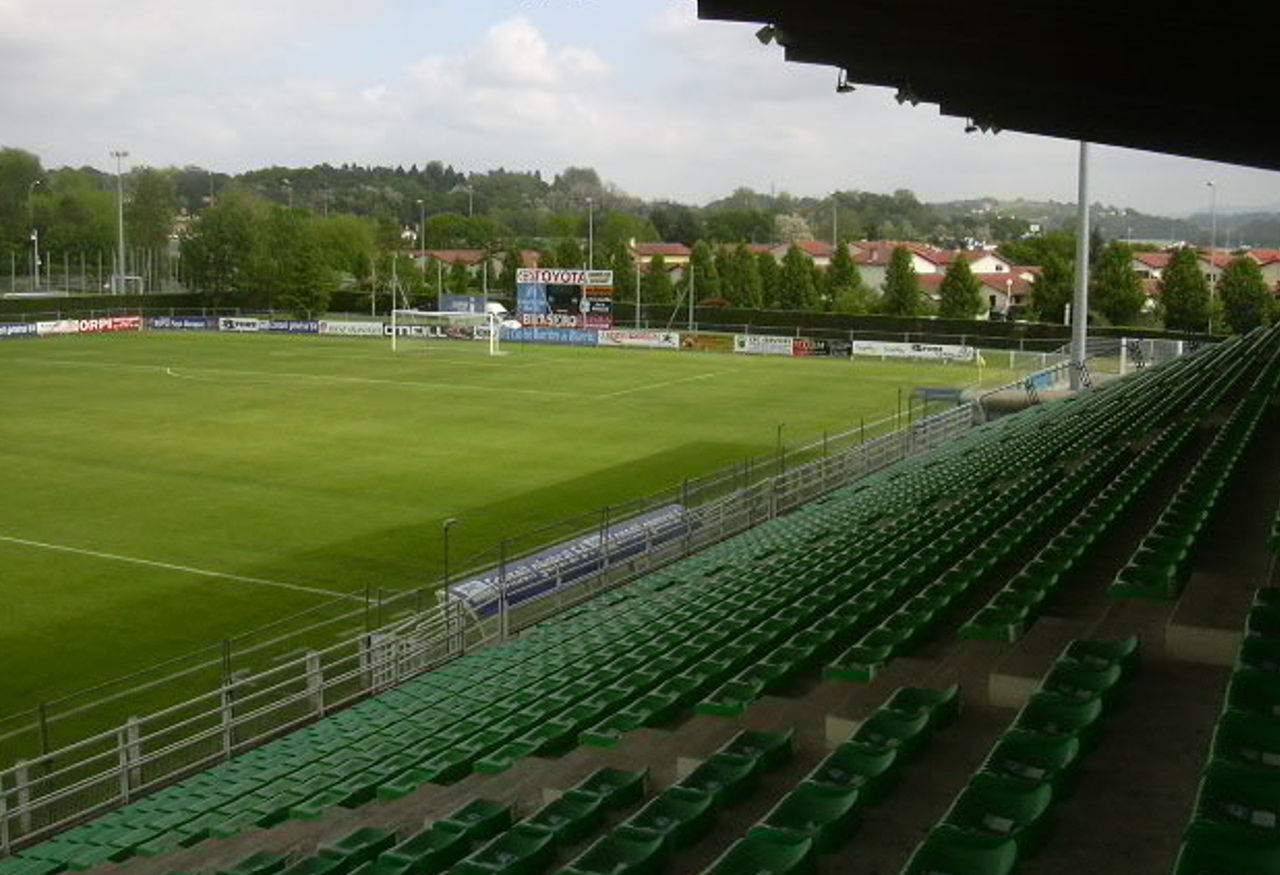
Le stade Didier-Deschamps, antre de l'Aviron Bayonnais FC.

Le stade Didier-Deschamps (ex-stade du Grand Basque) a été inauguré en 2000 par Didier Deschamps, à la suite de la victoire française à l'Euro. Le stade Didier-Deschamps, d'une capacité de 3 500 places, dont 1 500 assises en tribune, est relativement bien placé au sein de la ville. Légèrement à l'écart du centre-ville, il est proche de la gare.

## Image et identité

### Logos

Logo actuel

### Couleurs
L’ABFC arbore les couleurs «ciel et blanc».

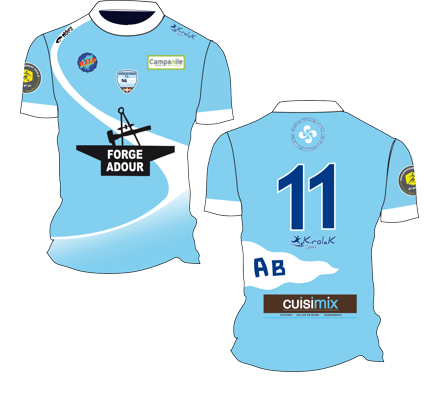
Maillot Domicile 2013-2014
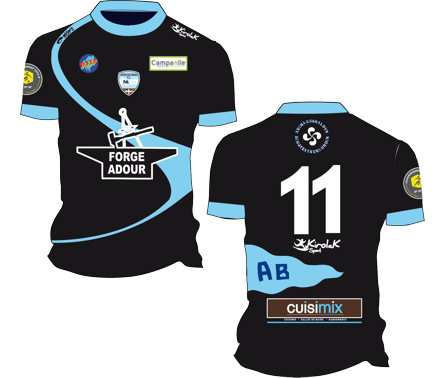
Maillot Extérieur 2013-2014

### Supporters
L'affluence record est établi au stade Jean-Dauger en 32ème de finale Coupe de France, face à l'Olympique lyonnais. Le match se joua devant environ 10 000 spectateurs qui venaient voir les stars du club rhodanien (Benzema, Ben Arfa, Rémy, Fred, Wiltord, Réveillère). Les Lyonnais s'imposèrent sur un coup franc de Junhino. Toutefois, les Txuri-Urdin inscrivent un but d’anthologie par Michel Bidegain, capitaine et milieu défensif de 21 ans, lors de cette défaire 2 buts à 1.

### Note
1. ↑  Seule la nationalité sportive est indiquée. Un joueur peut avoir plusieurs nationalités mais n'a le droit de jouer que pour une seule sélection nationale.
2. ↑  Seule la sélection la plus importante est indiquée.